# NGC 2841
إن جي سي 2841 مجرة حلزونية غير منتظمة في إتجاة كوكبة الدب الأكبر في البداية كان يعتقد انها على بعد حوالي 30 مليون سنة ضوئية.لكن دلت نتائج مسح مرصد هابل عام 2001 لمتغير قيفاوي في المجرة انها على بعد 46 مليون سنة ضوئية.
.
اكتشفت المجرة في 9 مارس 1788 من قبل ويليام هيرشيل.

## الهيكلية
إن جي سي 2841 مجرة حلزونية عملاقة لها خصائص مشابهة لتلك التي في مجرة المرأة المسلسلة.
إن جي سي 2841 مجرة حلزونية صوفية ذات بنية غير واضحة في أذرعها الحلزونية.
إن جي سي 2841 موطن لعدد كبير من النجوم الزرقاء الشبابة، وعدد قليل من منطقة هيدروجين II .